# تيكو توريز
تيكو تورز (بالإنجليزية: Tico Torres)‏ واسمه الحقيقي هكتور صأمويل تورز، هو عازف طبل وإيقاع أمريكي من مواليد 7 أكتوبر 1953 وهو أحد أعضاء فرقة الروك الأمريكية بون جوفي.

## وصلات خارجية
- تيكو توريز على موقع IMDb (الإنجليزية)
- تيكو توريز على موقع ميوزك برينز (الإنجليزية)
- تيكو توريز على موقع أول ميوزيك (الإنجليزية)
- تيكو توريز على موقع ديسكوغز (الإنجليزية)
- تيكو توريز على موقع قاعدة بيانات الفيلم (الإنجليزية)
- الموقع الرسمي نسخة محفوظة 12 مارس 2007 على موقع واي باك مشين.